# حرائق غابات واشنطن 2021
حرائق غابات واشنطن 2021 هي حرائق الغابات التي بدأت رسميًا في مارس 2021. بحلول أواخر أبريل تم تصنيف شرق واشنطن بالكامل من قبل مراقب الجفاف بالولايات المتحدة على أنه «جاف بشكل غير طبيعي» مع ظروف جفاف معتدلة إلى شديدة. شهدت الولاية أكثر من 630 حريقًا هائلًا بحلول الأسبوع الأول من شهر يوليو، على قدم المساواة مع موسم حرائق الغابات القياسي في الولاية لعام 2015.